# Ulpia Traiana Sarmizegetusa

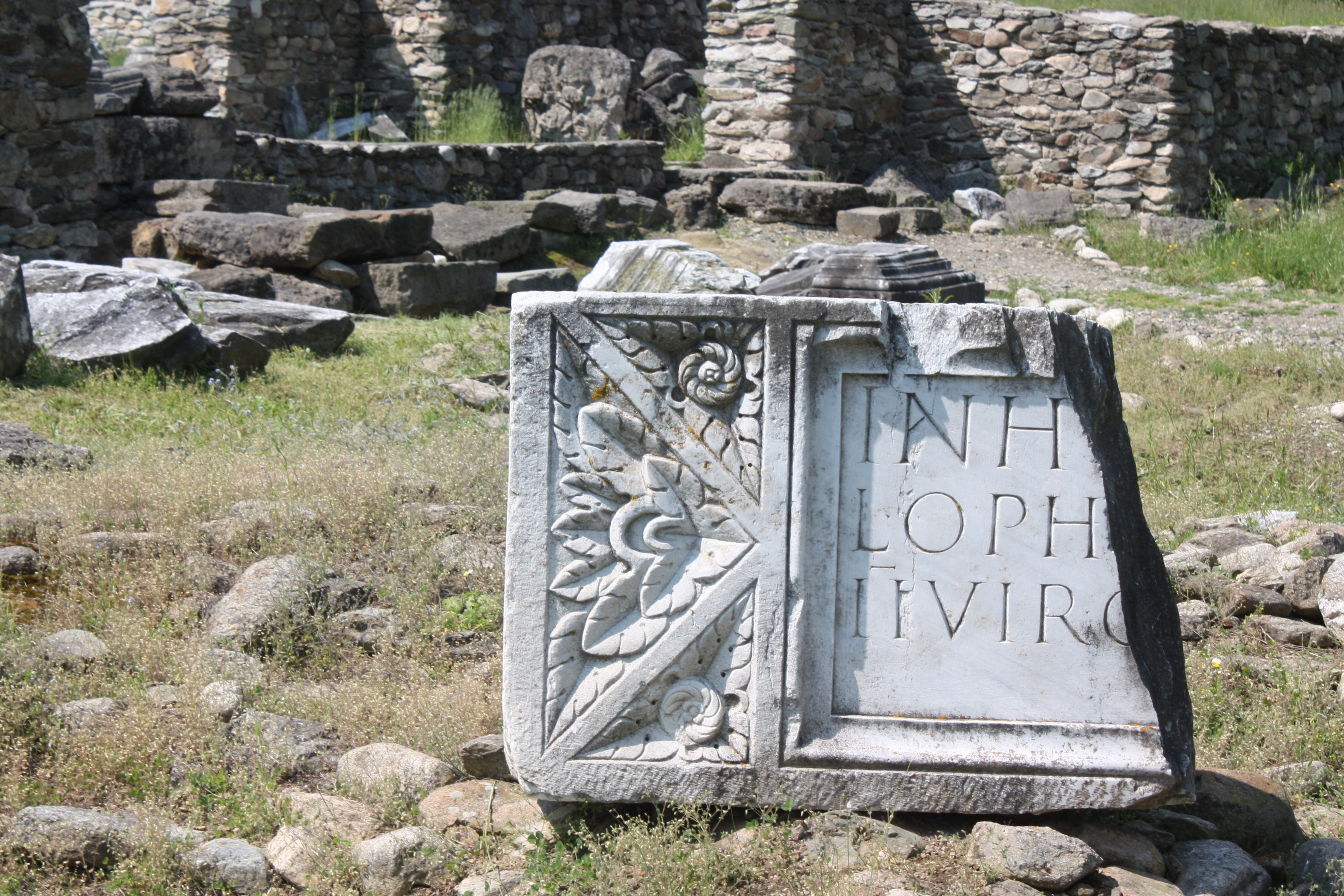
Teil einer severischen Bauinschrift
vom Decumanus maximus des Forums

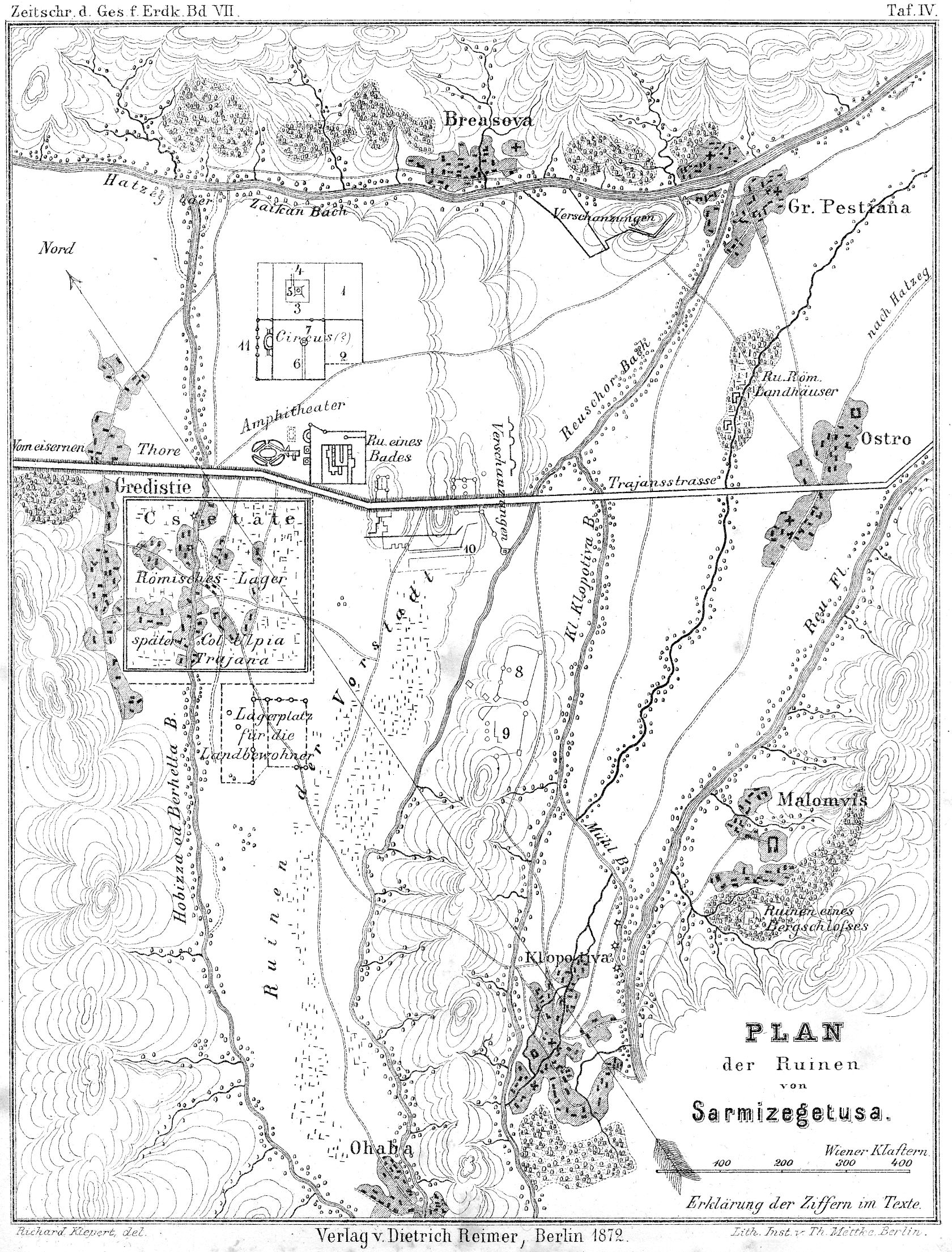
1872 publizierter Plan der Ruinen von Ulpia Traiana Sarmizegetusa

Ulpia Traiana Sarmizegetusa, mit vollständigem Namen Colonia Ulpia Traiana Augusta Dacica Sarmizegetusa, (altgriechisch Ζαρμιζεγέθουσα, Ζερμιζεγέθουσα) war vom frühen zweiten bis in die zweite Hälfte des dritten Jahrhunderts eine römische Colonia und Hauptstadt der römischen Provinz Dacia (Dakien), die an der Stelle eines vorhergehenden römischen Legionslagers der Dakerkriege errichtet wurde. Die archäologische Stätte liegt auf dem Gebiet der heutigen rumänischen Gemeinde Sarmizegetusa im Kreis Hunedoara (Siebenbürgen). Gemeinsam mit insgesamt 277 Stätten des Dakischen Limes wurde die Ulpia Traiana Sarmizegetusa 2024 zum UNESCO-Weltkulturerbe erhoben.

## Forschungsgeschichte
Die reichen Hinterlassenschaften der einstigen römischen Großstadt weckten schon früh die Neugier der Wissenschaft. Einen erste zeichnerische Aufnahme und Kartierung der Anlage erfolgte bereits zu Beginn des 18. Jahrhunderts durch Luigi Ferdinando Marsigli. Zu den frühesten, von dem siebenbürgisch-ungarischen Großgrundbesitzer, Historiker und Kunstsammler József Kemény in der ersten Hälfte des 19. Jahrhunderts freigelegten Ruinen gehörte der Tempel des Aesculapius und der Hygia. Ein wichtiger Schritt für den weiteren Erhalt der weitläufigen Ruinenstadt waren die Unterschutzstellung durch die Comisia monumentelor istorice pentru Transilvania (Kommission für die historischen Denkmäler Siebenbürgens) im Jahr 1921 und die folgende kuratorische Betreuung durch das Archäologische Museum von Deva. Zwischen 1924 und 1937 forschte dann Constantin Daicoviciu schwerpunktmäßig im Bereich des Forums und im Amphitheater.
In der Zeit nach dem Zweiten Weltkrieg dauerte es bis 1973, bevor wieder systematische archäologische Ausgrabungen aufgenommen wurden. In den Jahren von 1989 bis 1994 legte ein rumänisch-französisches Kooperationsprojekt das älteste, bereits unter Trajan angelegte Forum frei, in den folgenden Jahren von 1995 bis 1998 widmete man sich dann auch wieder dem neuen Forum, auf dem Constantin Daicoviciu schon tätig gewesen war. 1999/2000 wurde ein Grabungsteam der Universität zu Köln an der Umwehrung und an einem der Ecktürme tätig und nahm darüber hinaus eine vermessungstechnische Neuaufnahme und Kartierung aller Befunde vor.

## Geschichte und Archäologie
Bereits während oder zum Ende des ersten Dakerkrieges 101/102 hatten die römischen Truppen am Platz der späteren Zivilsiedlung ein Legionslager errichtet. Nach dem Sieg des Römischen Reichs unter Kaiser Trajan im zweiten Dakerkrieg 105/106 und kurze Zeit nach der Rückkehr Trajans nach Italien im Jahr 107, wurde zwischen 108 und 110 an Stelle des Lagers eine Veteranenkolonie erbaut. Sie erhielt zunächst den Namen Colonia Dacica und wurde von Trajan mit dem Ius Italicum ausgestattet. Die Siedlung wurde die Hauptstadt der römischen Provinz Dacia. Während der Herrschaft Hadrians wurde der Name in Colonia Ulpia Traiana Augusta Dacica Sarmizegetusa geändert, um der Symbolkraft der alten Dakerhauptstadt Rechnung zu tragen, auch wenn die beiden Städte rund 40 Kilometer voneinander entfernt lagen und es von daher keine Siedlungskontinuität geben konnte. Es konnten auch keinerlei Spuren einer dakerzeitlichen Besiedlung Sarmizegetusas vor der Ankunft der Römer nachgewiesen werden.

### Legionslager Sarmizegetusa
Das Kastell wurde in strategischer Position am östlichen Ende des von Tibiscum kommenden, durch die Westkarpaten führenden Tals der Bistra und etwa acht Kilometer nördlich des wichtigen Passüberganges Pasul Poarta de Fier a Transilvaniei durch die Südkarpaten errichtet. Seine Errichtung wird mit einer Bemerkung bei Cassius Dio in Zusammenhang gebracht, der zufolge Trajan am Ende des ersten dakischen Krieges im Jahr 102 ein στρατόπεδον (Stratopedon = Heerlager, Lager) in Sarmizegetusa hinterlassen und Garnisonen im Rest des eroberten Gebiets stationiert habe, bevor er nach Italien zurückgekehrt sei.
Die Ausgrabungen bestätigten die Überlieferung des Cassius Dio und die bisherige Annahme, dass schon vor Gründung der römischen Kolonie (107), dort ein Militärstützpunkt bestanden haben musste. Sein Areal („Cetate“ = Festung) am rechten Ufer des Flusses Apa Orasului ist heute teilweise vom östlichen Rand des Ortszentrums überbaut. Das Lager war von den römischen Landvermessern gut gegen Hochwasser geschützt auf einer gegen die Heide vorspringenden Niederterrasse angelegt worden. Die Umwehrung ist heute, auch in den zum Teil überbauten Bereichen, noch an allen Seiten gut im Gelände zu erkennen. Das Kastell wurde von 102 bis 107 n. Chr. benutzt und war von der Legio IIII Flavia Felix und/oder der Legio XIII Gemina belegt, die beide durch Ziegelstempel bezeugt sind und möglicherweise ab 105 unter dem gemeinsamen Oberkommando des Gnaeus Pinarius Aemilius Cicatricula Pompeius Longinus gestanden haben. Nach Abzug der Legionen und dem Ende der Kriegshandlungen wurde das Lager spätestens ab 107 allmählich von einer der bedeutendsten Metropolen des römischen Dakiens, der künftigen Colonia Ulpia Traiana Augusta Dacica Sarmizegetusa, überbaut. Deren früheste Anlagen haben sich an den Strukturen des zu dieser Zeit noch stehenden Lagers orientiert, wofür der Umstand spricht, dass die Lagerumwehrung nicht eingeebnet, sondern in die Stadtbefestigung integriert wurde.
Das in Holz-Erde-Bauweise errichtete Lager war rechteckig mit abgerundeten Ecken nach dem üblichen „Spielkartenschema“ angelegt. Es hatte einen Umfang von 546 m × 415 m, was einer Fläche von rund 22,7 Hektar entspricht, und war exakt nach den vier Himmelsrichtungen ausgerichtet. Die 1,60 m breite Mauer war an ihren Ecken mit innen angesetzten, trapezförmigen Türmen verstärkt. In spättraianischer oder hadrianischer Zeit wurde ihr eine Steinmauer aus bearbeiteten Steinblöcken (opus quadratum) vorgeblendet. Zu diesem Zeitpunkt diente die Umwehrung aber schon als reine Stadtmauer, da das Militärlager längst aufgegeben war. Vor der Mauer verlief als Annäherungshindernis ein Doppelgrabensystem, dessen einer Graben 7 m breit und 2,50 m tief war, während der anderer nur eine Breite von 6 m und eine Tiefe von 1,50 m erreichte. Von den aus Holz errichteten Innenbauten sind nur die Principia (Stabsgebäude) sowie Spuren einzelner Mannschaftsbaracken in der so genannten Insula 3 bekannt. Die Principia bestanden aus einem Vorhof, der von Portiken gesäumt war, einer Querhalle (basilica) und einem Fahnenheiligtum (aedes), das an beiden Seiten von jeweils zwei Räumen (officium) flankiert wurde. Die ersten beiden Steingebäude sind zwei Horrea nahe dem Nordtor, die vermutlich erst in der Übergangszeit errichtet wurden, als Sarmizegetusa schon begann, Zivilstadt zu werden, aber zeitgleich noch als Militärlager diente (108–110).

### Ulpia Traiana Sarmizegetusa

Die Provinz Dakien mit der Hauptstadt Ulpia Traiana

Die Gründung der Kolonie erfolgte kurz nachdem Trajan Dakien im Jahr 107 verlassen hatte, ausweislich einer Inschrift unter dem zweiten Provinzstatthalter Decimus Terentius Scaurianus, dessen Statthalterschaft ziemlich sicher auf die Jahre 109/110 datiert werden kann, möglicherweise aber auch bereits 108 begann und erst 111 endete. Die Bebauung orientierte sich am Grundriss des vormaligen Legionslagers, ging aber in westlicher Richtung darüber hinaus und erreichte eine Größe von rund 540 m mal 600 m, was einer Größe von 32,4 Hektar entspricht. Die Einwohnerzahl wird für die Zeit der höchsten Blüte der Stadt im dritten Jahrhundert auf rund 13.000 in der Kernstadt und bis zu 40.000 auf dem gesamten Territorium geschätzt. Die hölzernen Principia des Legionslagers wurden noch für kurze Zeit beibehalten und dann, vermutlich nachdem das hölzerne Forum (Altes Forum) bewusst niedergebrannt oder von einem Schadensfeuer vernichtet worden war, von einem deutlich größeren, steinernen Forum (Neues Forum) mit einer im Norden abschließenden Curia überbaut. Als Terminus post quem für dieses Ereignis dient ein Brandhorizont, der sich ausweislich von Fundmünzen auf die Zeit unmittelbar nach 107/109 datieren lässt.
Die Colonia war eine Planstadt nach typisch römischem Muster. Innerhalb der Umwehrung konnten neben dem bereits erwähnten Forumsbereich der Palast des Statthalters (domus procuratoris) und die Thermen identifiziert werden, die wie der Forumsbereich und die Horrea auch heute noch als Ruinen sichtbar sind.

Funde und Befunde innerhalb der Kernstadt
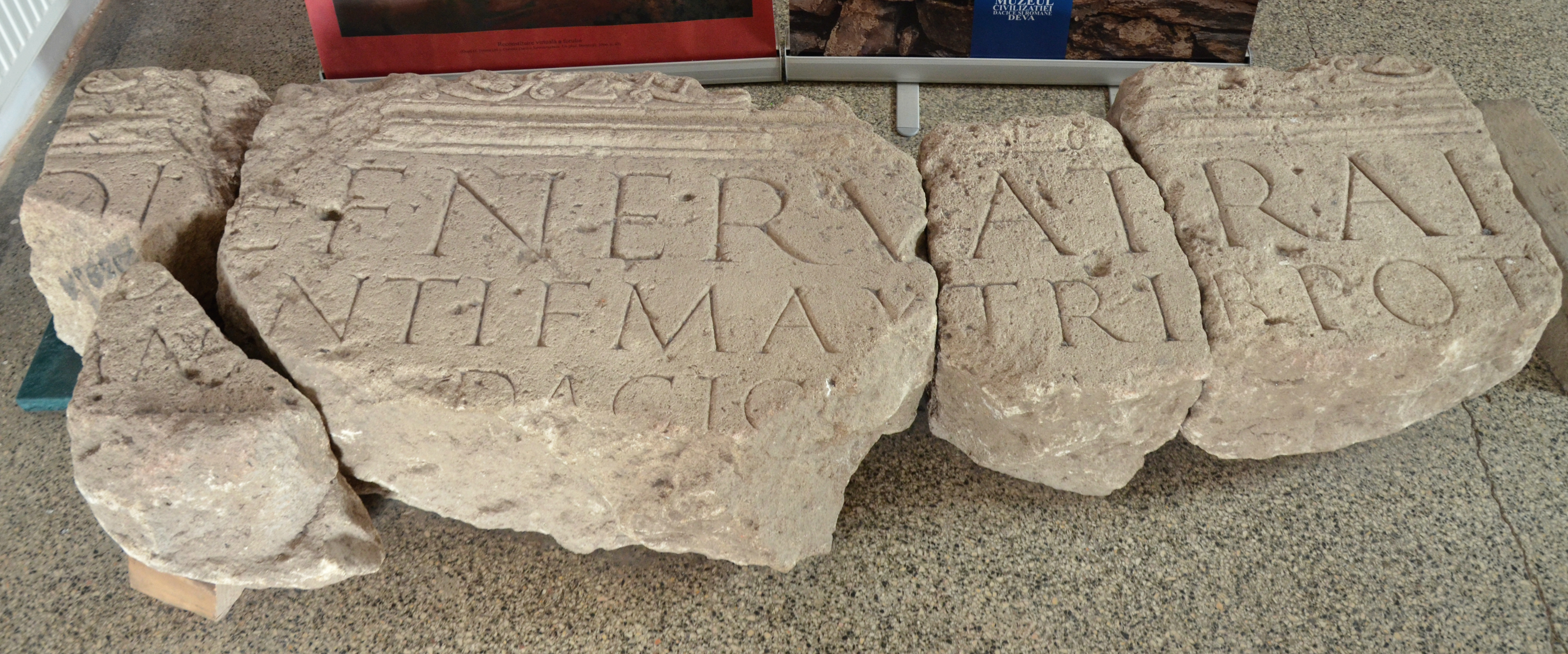
Inschrift vom Quadrifrons des Forums (um 116/117) AO: Muzeul Sarmizegetusa AE 1998, 1084
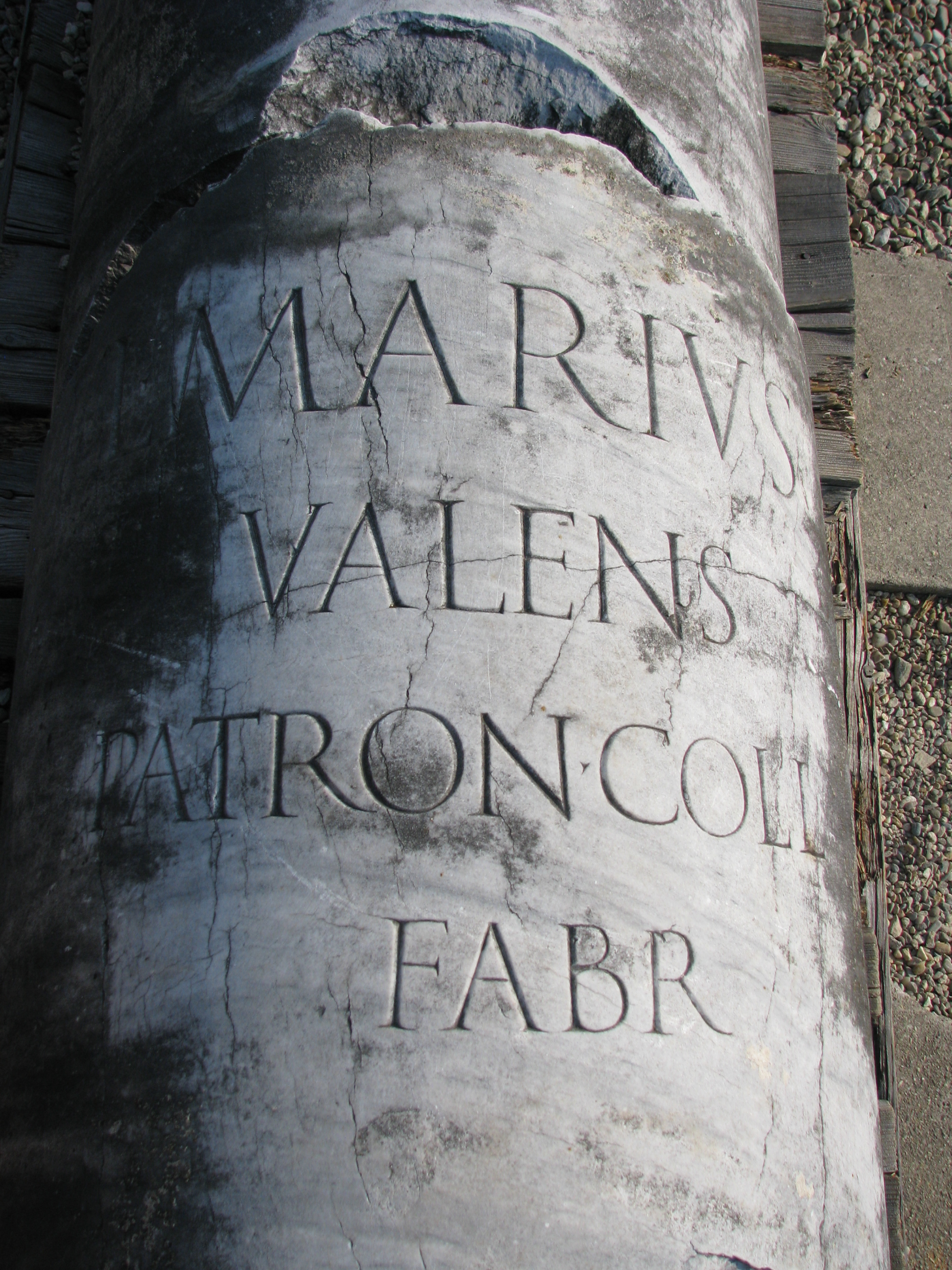
Antoninische Säule vom Decumanus maximus des Alten Forums AE 2003, 1524a
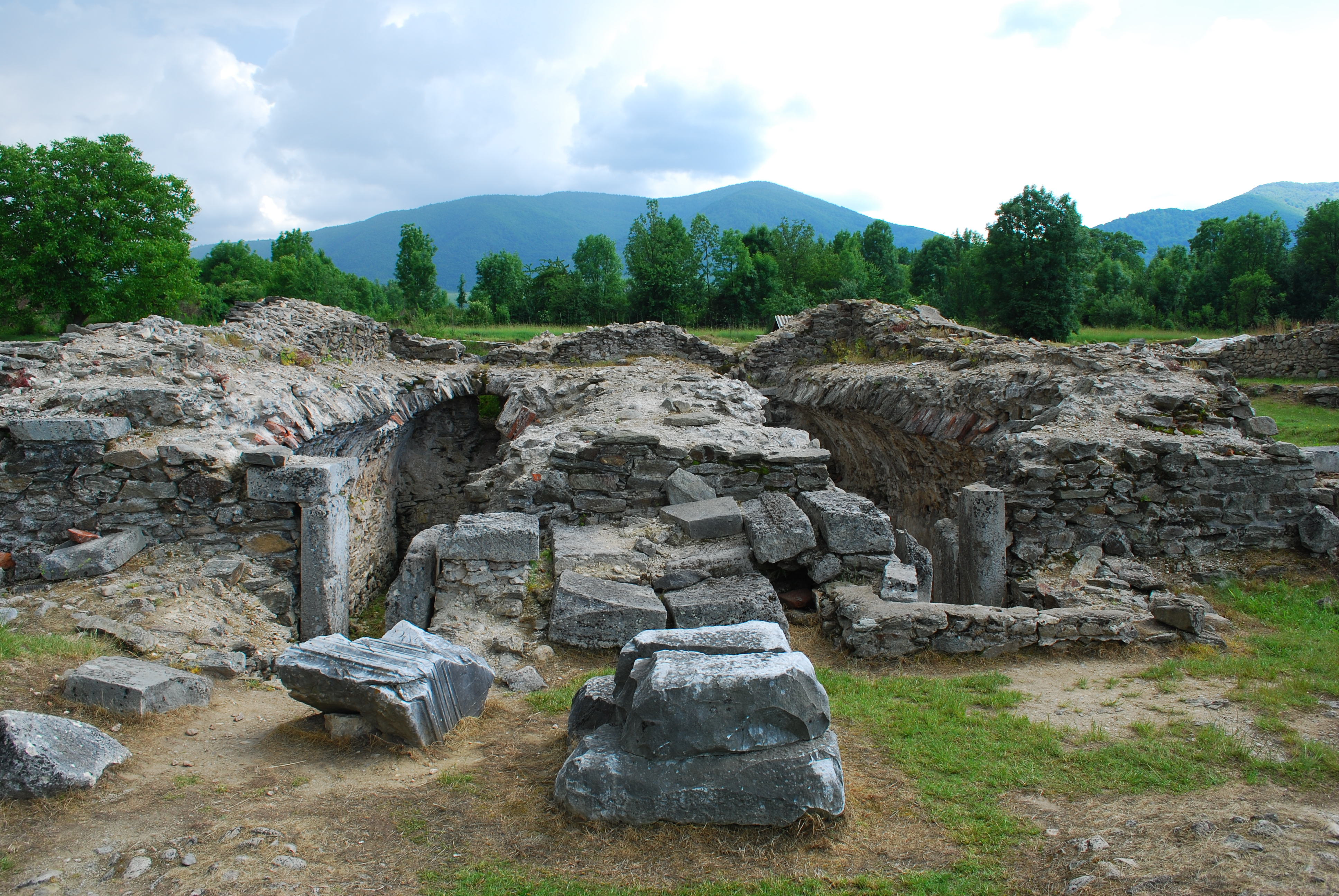
Curia
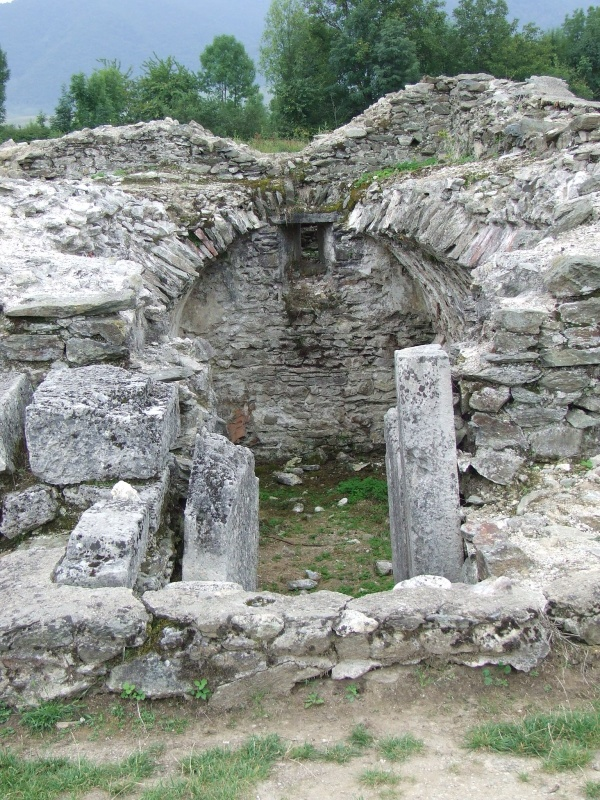
Detail der Curia
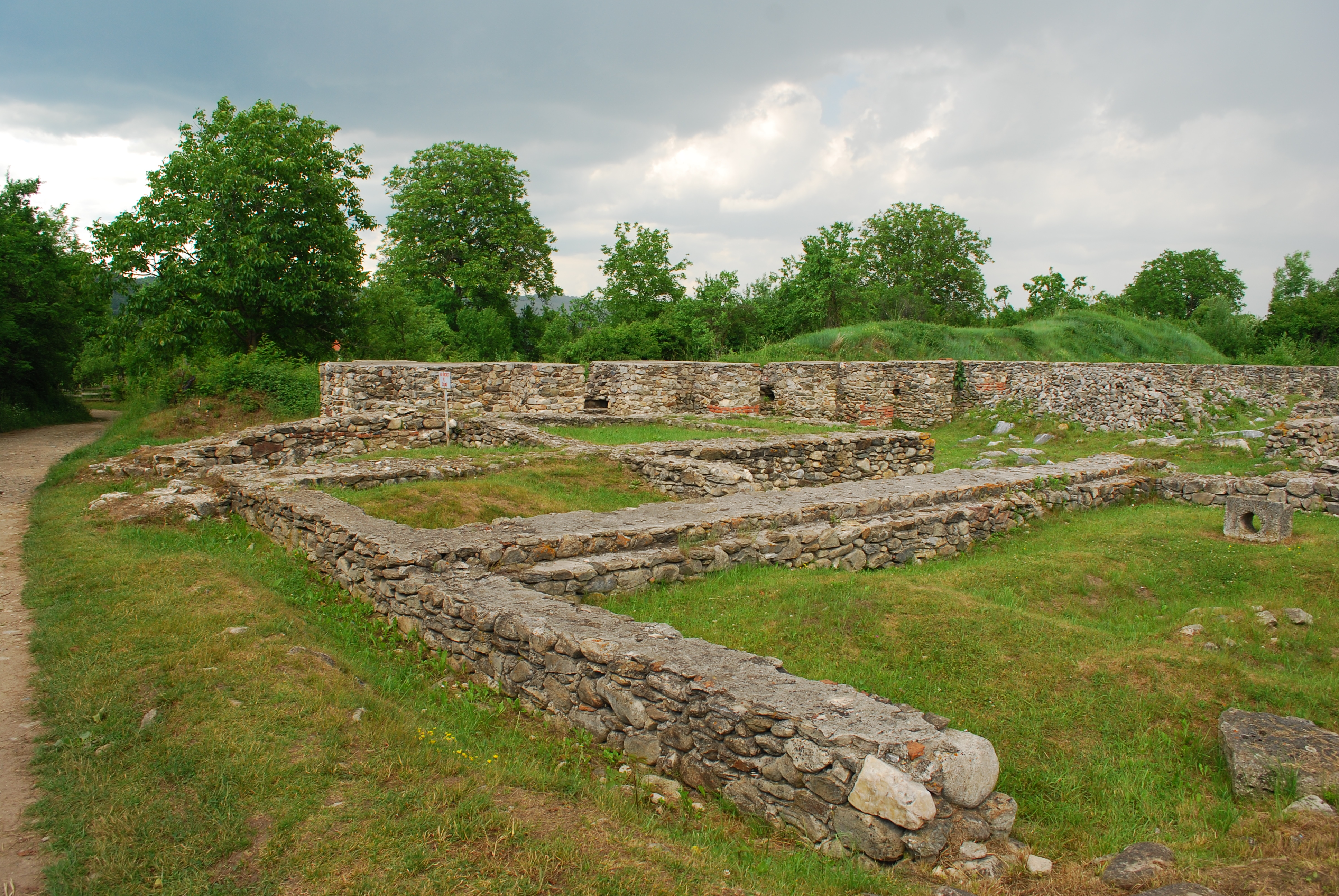
Domus Procuratoris

Die Stadt wuchs schon bald nach ihrer Gründung über die umwehrten Grenzen hinaus, die Centuration bzw. Limitation des Gebietes konnte 2011 durch Felix Marcu und George Cupcea nördlich, östlich und südlich der Kernstadt nachgewiesen werden. Insbesondere nördlich der Kernstadt entstanden zahlreiche größere Bauten, unter denen ein großer Tempelbezirk mit sechs verschiedenen Heiligtümern, das Amphitheater mit seiner Gladiatorenschule und weiteren Gebäuden in seiner unmittelbaren Umgebung sowie eine Glasmanufaktur hervorstechen, die heute teilrestauriert wieder zugänglich sind.

Befunde außerhalb der Kernstadt
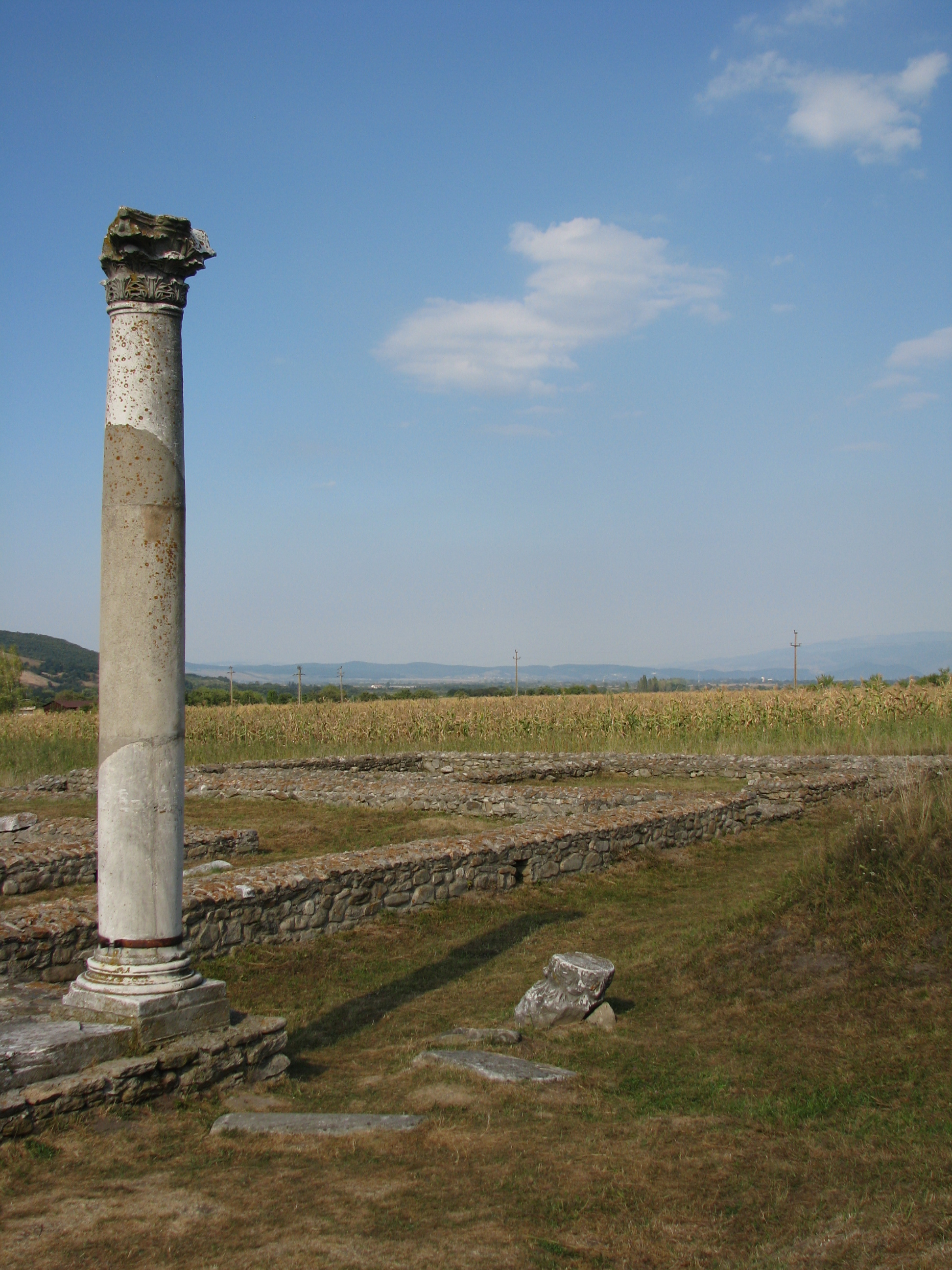
Großer Tempel
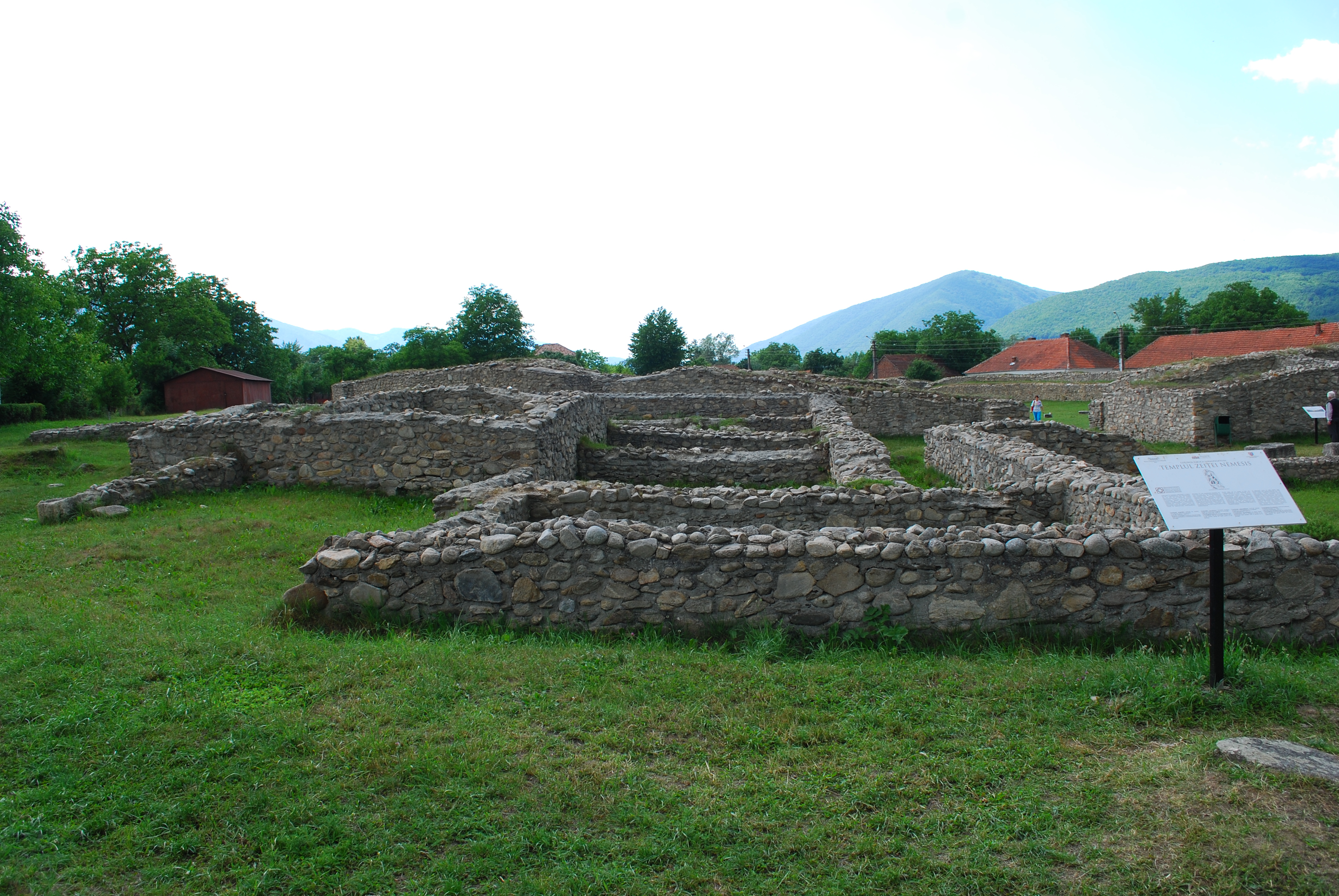
Tempel der Nemesis
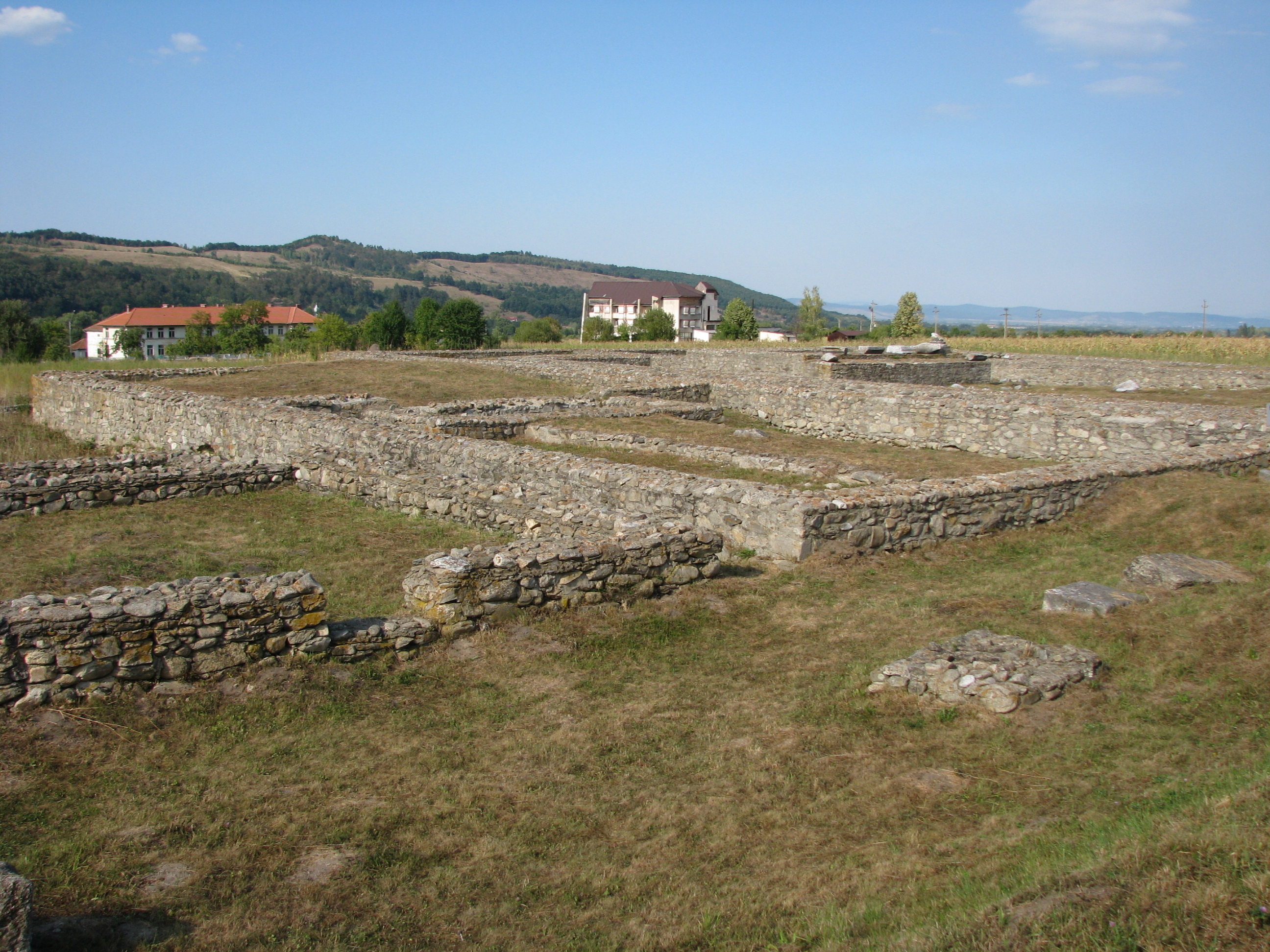
Tempel des Silvanus
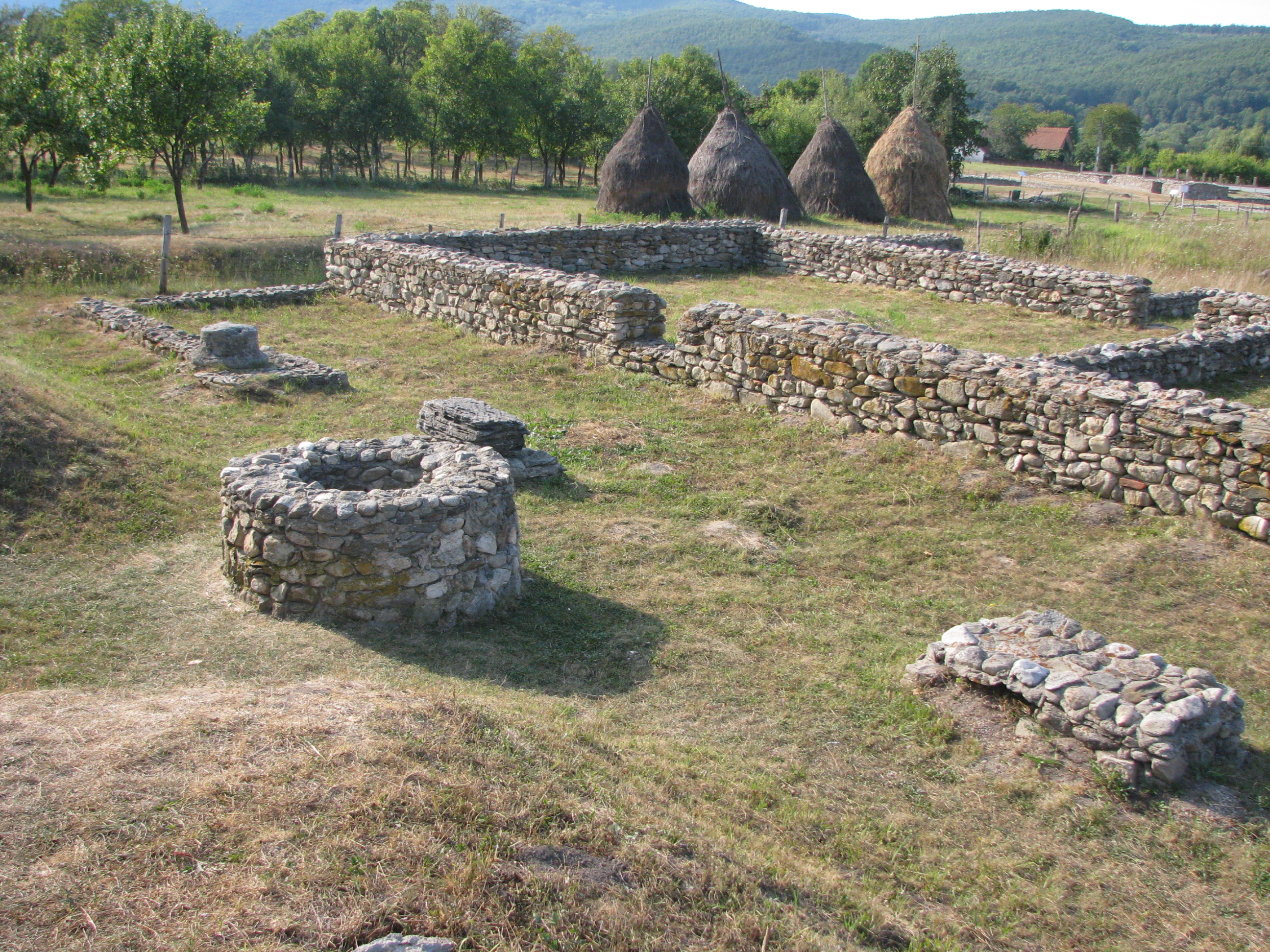
Glasmanufaktur
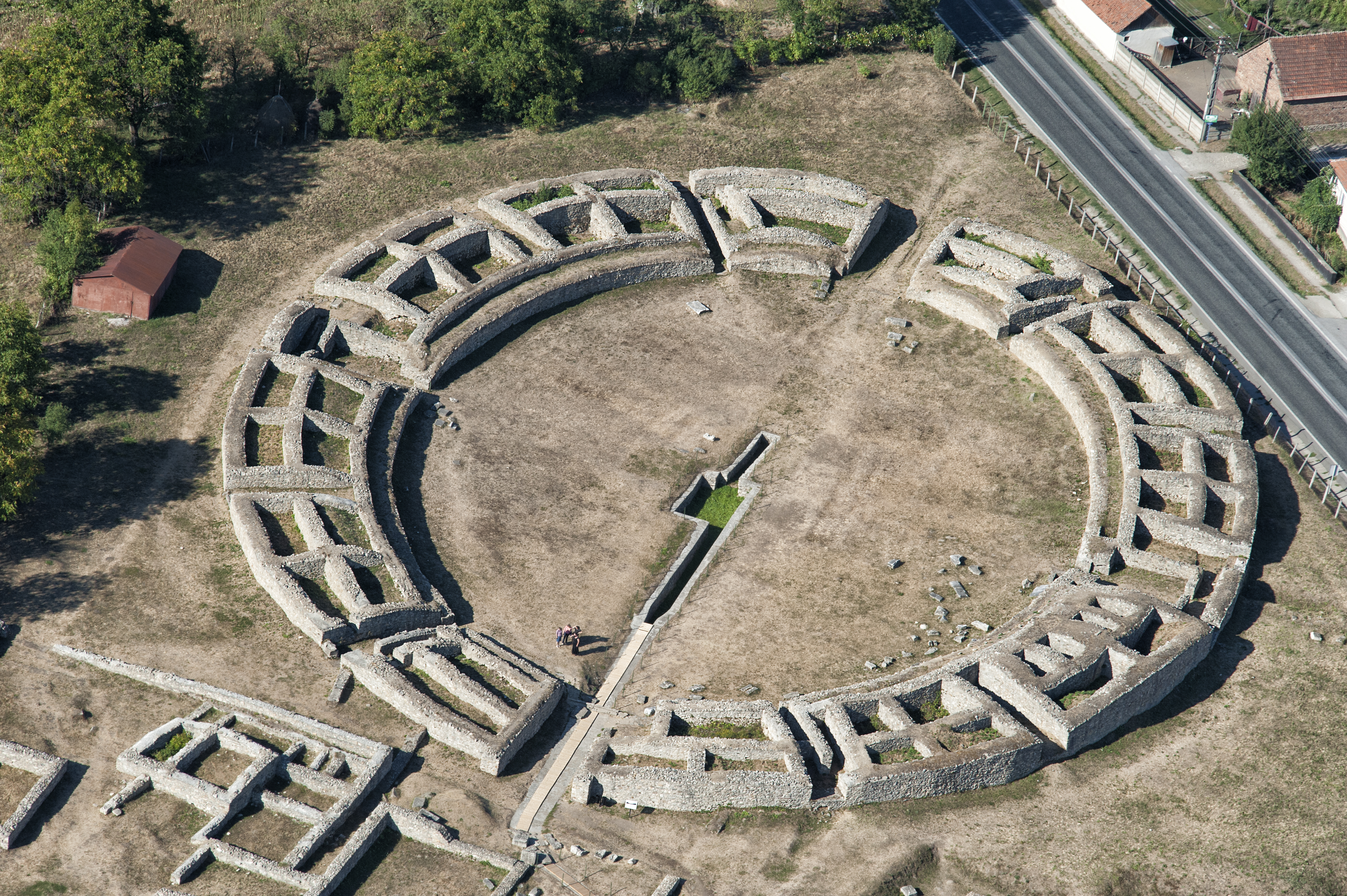
Amphitheater

Nach der Verwaltungsreform des Hadrian residierte in Sarmizegetusa der Finanzprokurator der Provinz Dacia superior, nach der neuerlichen Reform des Mark Aurel das Concilium provinciarum Daciarum trium und der Legatus Augusti pro praetore Daciarum trium.
Während der Herrschaft Severus Alexanders (222–235) wurde Sarmizegetusa als Metropolis bezeichnet.

## Archäologischer Park, Museale Präsentation und Denkmalschutz
Ein großer Teil der noch erhaltenen bzw. restaurierten und teilrekonstruierten Gebäude der römischen Stadt können heute gegen geringes Entgelt in einem archäologischen Park besichtigt werden. Unmittelbar an den Anlagen liegt das Muzeul Sarmizegetusa in dem die römische Vergangenheit des Ortes präsentiert wird. Weiteres Fundmaterial befindet sich im Museum der dakischen und römischen Zivilisation in Deva.
Die gesamte archäologische Stätte steht nach dem 2001 verabschiedeten Gesetz Nr. 422/2001 als historisches Denkmal unter Schutz und ist unter dem LMI-Code HD-I-s-A-03205 in der nationalen Liste der historischen Monumente (Lista Monumentelor Istorice) eingetragen. Der RAN-Code lautet 91063.01. Zuständig sind das Ministerium für Kultur und nationales Erbe (Ministerul Culturii şi Patrimoniului Naţional), insbesondere das Generaldirektorat für nationales Kulturerbe, die Abteilung für bildende Kunst sowie die Nationale Kommission für historische Denkmäler sowie weitere wichtige, dem Ministerium untergeordnete Institutionen. Ungenehmigte Ausgrabungen sowie die Ausfuhr von antiken Gegenständen sind in Rumänien verboten.